# Liste der Kirchengebäude im Dekanat Landshut-Altheim
Die Liste der Kirchengebäude im Dekanat Landshut-Altheim listet die Kirchengebäude des ehemaligen Dekanats im Bistum Regensburg auf.

## Liste der Kirchengebäude
| Bild | Pfarrkirche                                                            | Ort                                                           | Filialkirchen | Pfarrverband                      |
| ---- | ---------------------------------------------------------------------- | ------------------------------------------------------------- | --- | --------------------------------- |
|      | Pfarrkirche St. Thomas                                                 | Adlkofen Liste der Baudenkmäler in Adlkofen                   | Filialkirche St. Jakobus in Günzkofen Filialkirche St. Nikolaus in Wolfsbach Nebenkirche St. Pauli Bekehrung in Deutenkofen Nebenkirche St. Stephan in Läuterkofen Kapelle St. Michael in Beutelhausen Kapelle St. Andreas in Harskirchen | eigenständige Pfarrei             |
|      | Pfarrkirche Mariä Heimsuchung                                          | Altdorf Liste der Baudenkmäler in Altdorf                     | Nebenkirche Neu-St. Nikola in Altdorf Nebenkirche Alt-St. Nikola in Altdorf | Altdorf-Pfettrach                 |
|      | Kuratbenefizium St. Othmar                                             | Pfettrach in Altdorf                                          | Filialkirche St. Katharina in Arth | Altdorf-Pfettrach                 |
|      | Pfarrkirche St. Vinzenz von Paul                                       | Auloh in Landshut                                             | Filialkirche Mariä Heimsuchung in Frauenberg | eigenständige Pfarrei             |
|      | Pfarrkirche Mariä Heimsuchung                                          | Ergolding Liste der Baudenkmäler in Ergolding                 | Filialkirche St. Peter in Ergolding Marienkapelle in Hader | Ergolding-Oberglaim               |
|      | Pfarrkirche Mariä Himmelfahrt                                          | Oberglaim in Ergolding                                        | Filialkirche St. Pankratius in Unterglaim | Ergolding-Oberglaim               |
|      | Pfarrkirche Mariä Himmelfahrt                                          | Essenbach Liste der Baudenkmäler in Essenbach                 | Filialkirche St. Martin in Oberwattenbach Filialkirche St. Wolfgang in Sankt Wolfgang Filialkirche St. Johannes Evangelist in Unterunsbach Filialkirche St. Ägidius in Unterwattenbach                                                    | Essenbach                         |
|      | Pfarrkirche St. Dionysius                                              | Mettenbach in Essenbach                                       | Nebenkirche St. Vitus in Mettenbach Kapelle Zum Herrgott auf der Wies bei Oberröhrenbach | Essenbach                         |
|      | Pfarrkirche Mater Dolorosa                                             | Mirskofen in Essenbach                                        | Filialkirche St. Michael in Artlkofen Filialkirche St. Johannes Baptist in Bruckbach Nebenkirche St. Salvator in Mirskofen | Essenbach                         |
|      | Pfarrkirche St. Georg                                                  | Eugenbach in Altdorf                                          | Filialkirche St. Peter in Münchnerau | eigenständige Pfarrei             |
|      | Pfarrkirche St. Sebastian                                              | Furth Liste der Baudenkmäler in Furth                         | Klosterkirche Unbeflecktes Herz Mariä in Furth (profaniert) | Furth-Schatzhofen                 |
|      | Pfarrkirche St. Michael                                                | Schatzhofen in Furth                                          | Nebenkirche St. Nikolaus in Geberskirchen Kapelle St. Johannes Nepomuk in Punzenhofen | Furth-Schatzhofen                 |
|      | Pfarrkirche St. Konrad                                                 | Landshut Liste der Baudenkmäler in Landshut                   | Filialkirche St. Johannes in Piflas | eigenständige Pfarrei             |
|      | Pfarrkirche St. Nikola                                                 | Landshut                                                      | Abteikirche Seligenthal in Landshut Afrakapelle der Abtei Seligenthal in Landshut | eigenständige Pfarrei             |
|      | Pfarrkirche St. Pius                                                   | Landshut                                                      | | eigenständige Pfarrei             |
|      | Pfarrkirche St. Wolfgang                                               | Landshut                                                      | | eigenständige Pfarrei             |
|      | Pfarrkirche St. Josef                                                  | Niederaichbach Liste der Baudenkmäler in Niederaichbach       | Filialkirche St. Andreas in Goldern Filialkirche St. Margaretha in Reichersdorf (ehemalige Pfarrkirche) Nebenkirche St. Nikolaus in Niederaichbach Schlosskapelle Niederaichbach                                                          | Niederaichbach-Oberaichbach-Wörth |
|      | Pfarrkirche St. Peter und Paul                                         | Oberaichbach in Niederaichbach                                | | Niederaichbach-Oberaichbach-Wörth |
|      | Pfarrkirche St. Laurentius (Wallfahrtskirche zur Mutter vom Guten Rat) | Wörth an der Isar Liste der Baudenkmäler in Wörth an der Isar | | Niederaichbach-Oberaichbach-Wörth |
|      | Pfarrkirche St. Erhard                                                 | Oberahrain in Essenbach                                       | Filialkirche St. Joseph in Unterahrain | Ahrain-Altheim                    |
|      | Pfarrkirche St. Peter                                                  | Altheim in Essenbach                                          | Filialkirche St. Andreas in Altheim | Ahrain-Altheim                    |
|      | Pfarrkirche St. Jakob                                                  | Obersüßbach Liste der Baudenkmäler in Obersüßbach             | Filialkirche St. Johannes der Täufer in Niedersüßbach Filialkirche St. Stephan und Laurentius in Obermünchen | Obersüßbach-Neuhausen-Weihmichl   |
|      | Pfarrkirche St. Laurentius                                             | Unterneuhausen in Weihmichl                                   | Filialkirche St. Peter und Paul in Oberneuhausen Filialkirche Mariä Himmelfahrt in Stollnried Kapelle St. Sebastian in Stollnried Allram-Kapelle in Unterneuhausen Gruft-Kapelle in Unterneuhausen                                        | Obersüßbach-Neuhausen-Weihmichl   |
|      | Pfarrkirche St. Willibald                                              | Weihmichl Liste der Baudenkmäler in Weihmichl                 | Dorfkapelle in Edenland | Obersüßbach-Neuhausen-Weihmichl   |
|      | Pfarrkirche Mariä Himmelfahrt                                          | Postau Liste der Baudenkmäler in Postau                       | Filialkirche St. Stephanus in Grießenbach Filialkirche St. Quirin in Unholzing | Postau                            |
|      | Pfarrkirche St. Jakob                                                  | Moosthann in Postau                                           | Filialkirche St. Stephan in Paindlkofen Kapelle St. Antonius von Padua in Hölskofen Kapelle St. Sebastian in Kirchthann | Postau                            |
|      | Kuratbenefizium Mariä Verkündigung                                     | Oberköllnbach in Postau                                       | Nebenkirche St. Nikolaus in Unterköllnbach | Postau                            |
|      | Pfarrkirche St. Vitus                                                  | Veitsbuch in Weng                                             | Kapelle St. Maria in Hösacker | Veitsbuch-Weng                    |
|      | Kuratbenefizium Mariä Himmelfahrt                                      | Weng Liste der Baudenkmäler in Weng                           | Filialkirche St. Barbara in Hörmannsdorf Filialkirche St. Leonhard in Moosberg Nebenkirche St. Peter in Hinzlbach | Veitsbuch-Weng                    |